# Tabanus rubidaceus
Tabanus rubidaceus är en tvåvingeart som beskrevs av Travassos Dias 1975. Tabanus rubidaceus ingår i släktet Tabanus och familjen bromsar.
Artens utbredningsområde är Angola. Inga underarter finns listade i Catalogue of Life.